# Pauquaunuch
Pauquaunuch, nekadašnje selo Paugusset Indijanaca jednog od plemena Indiajnaca Mattabesec, koje se nalazilo na području današjeg Stratforda u okrugu Fairfield u Connecticutu. Selo je 1710. godine 25 wigwama, ali do 1761. takozvano Golden Hill pleme (kako ih naziva De Forest (1853), odselilo se uz rijeku Scaticook.
Ime Pauquaunuch koristi Birdsey (1761) a kod Trumbulla (1818) selo spominje se kao Paughquonnuch.